# Septembre 1950

## Évènements
- 3 septembre : après sa victoire lors du GP d'Italie, sur le circuit de Monza, l'Italien Giuseppe Farina remporte le premier Championnat du monde de Formule 1 au volant d'une Alfa Romeo.

- 4 septembre : première récupération par hélicoptère d'un pilote tombé derrière les lignes ennemies, il s'agit du capitaine Robert Wayne.

- 12 septembre :
  - France : Jean-Paul David crée l'association anticommuniste « Paix et Liberté ».
  - Le Congrès vote le McCarran Act, destiné à mettre hors-la-loi le Parti communiste des États-Unis[1].

- 15 septembre :
  - Corée : débarquement des troupes des Nations unies (corps américain) à Inchon (70 000 hommes).
  - Corée : contre-offensive de MacArthur, depuis Pusan qui permet la reprise de Séoul et qui reconquiert la Corée du Sud.
  - Corée : l’ONU l’autorise à franchir le 38e parallèle.

- 17 septembre[2] : installation d’un Military Assistance Advisory Group (MAAG) par les États-Unis à Saigon. Il fournit au corps expéditionnaire français pour plusieurs centaines de millions de dollars de matériel militaire gratuit prélevé sur les surplus du Pacifique.

- 19 septembre :
  - Création de l’Union européenne des paiements, chargée de répartir les crédits Marshall, par l’Organisation européenne de coopération économique (future OCDE).
  - Communiqué sur l’Allemagne des ministres des Affaires étrangères des États-Unis, du Royaume-Uni et de la France. Décision américaine de réarmer l’Allemagne à la suite de la guerre de Corée[3],[4].

- 22 septembre : véto de Truman au McCarran Internal Security Act[5].

- 29 septembre : le capitaine Richard V. Wheeler bat le record du monde d'altitude de saut en parachute avec 13 000 m.

## Naissances
- 3 septembre : Jean-Pierre Abelin, homme politique français.
- 5 septembre : David Vunagi, évêque anglican et gouverneur général des îles Salomon depuis 2019.
- 8 septembre : Zachary Richard, auteur-compositeur-interprète, chanteur, et multi-instrumentiste américain.
  - Christiane Lillio, ancienne reine de beauté française, Miss France 1968.
- 12 septembre : Cynthia Myers, actrice et modèle de charme américaine. († 4 novembre 2011).
- 13 septembre : Jehanne Collard, avocate française († 18 avril 2021).
- 14 septembre :
  - Kyōko Ariyoshi, mangaka japonaise.
  - Olivier Bouygues, entrepreneur français.
  - Ilona Bruzsenyák, athlète hongroise spécialiste du saut en longueur.
  - Robert Costanza, économiste américain, cofondateur de l'Économie écologique.
  - Günter Deckert, spécialiste est-allemand du combiné nordique († 24 novembre 2005).
  - Howard Deutch, réalisateur et producteur de cinéma américain.
  - Mathieu Grosch, homme politique belge germanophone.
  - Ademir Kenović, réalisateur et producteur bosnien.
  - Orest Kindrachuk, joueur professionnel de hockey sur glace canadien.
  - Colette Klein, poète et écrivaine française.
  - Paul Kossoff, musicien britannique, guitariste du groupe Free († 19 mars 1976).
  - Masami Kuwashima, ancien pilote de sport automobile japonais.
  - Steve Rasnic Tem, écrivain américain.
  - Eugene Huu-Chau Trinh, astronaute américain.
- 16 septembre : 
  - Loyola de Palacio, femme politique espagnole, ancien ministre, ancienne vice-présidente de commission européenne († 13 décembre 2006).
  - Sheila Fraser, vérificatrice générale du Canada.
- 17 septembre : 
  - Soledad Alvear, femme politique chilienne, ancien ministre et ministre d'État du Chili.
  - Narendra Modi, homme politique indien, premier ministre de l'inde depuis 2014.
  - Alain Delorme, chanteur français, leader du groupe de musique belge Crazy Horse († 7 août 2020).
- 18 septembre : Darryl Sittler, joueur de hockey sur glace canadien.
- 19 septembre : Anne Deleuze, actrice française.
- 21 septembre : Bill Murray, acteur, humoriste et réalisateur américain.
  - Philippe Caubère, acteur, auteur de théâtre et metteur en scène français.
- 23 septembre : 
  - Patrick Simpson-Jones, présentateur de télévision et chanteur français.
  - Timothy J. Keller, pasteur américain († 19 mai 2023).
- 24 septembre : Marie-Christine Adam, actrice française.
- 25 septembre : Jérôme Diamant-Berger, scénariste, réalisateur et producteur de cinéma français.
  - Bernard Le Coq, acteur français.
- 29 septembre : Michel Recanati, militant trotskiste († 23 mars 1978).